# Rochelle Stevens
Rochelle Stevens, född den 8 september 1966 i Memphis, är en amerikansk före detta friidrottare som tävlade i kortdistanslöpning.
Stevens främsta merit har kommit som en del av amerikanska stafettlag på 4 x 400 meter. Vid VM 1995 blev hon tillsammans med Kim Graham, Camara Jones och Jearl Miles-Clark världsmästare. Hon deltog även i det amerikanska stafettlaget vid Olympiska sommarspelen 1996 som vann guld. Då tillsammans med Graham, Maicel Malone-Wallace och Miles-Clark.
Individuellt är hennes bästa placering en sjätte plats på 400 meter vid Olympiska sommarspelen 1992.

## Personliga rekord
- 400 meter - 50,02